# Grundtvigianisme
Grundtvigianisme er betegnelsen for en folkekirkelig retning, der bygger på præsten, salmedigteren og forfatteren N.F.S. Grundtvigs opfattelse af kristendom, kirke, kultur og fædreland. Grundtvigianismen var den ene af 1800-tallets to vigtigste danske vækkelsesbevægelser; den anden var Indre Mission.
Et typisk udtryk for den grundtvigianske tankegang er Grundtvig-citatet: "Menneske først og kristen så". Grundtvigianismen står i kontrast til de to store danske salmedigtere Thomas Kingo og H.A. Brorson, idet Grundtvig i modsætning til disse lagde vægt på at betragte det jordiske menneskeliv som vigtigt og godt. Derfor omtales grundtvigianismen ofte som "den glade kristendom".
Retningen havde stor betydning for dannelsen af forsamlingshuse, højskoler, friskoler, frimenigheder og valgmenigheder. Også andelsbevægelsen havde bånd til grundtvigianismen. På baggrund af retningen opstod i 1898 Kirkeligt Samfund (nu: Grundtvigsk Forum).

## Den første tid
Grundtvigianismen begyndte så småt at tage form i 1820'erne, men den var først færdigudviklet omkring 1855. Den opstod ligesom mange andre trosretninger på grund af utilfredshed med lokale myndigheder, især kirkelige myndigheder. Men det var grundloven fra 1849 og sognebåndsløsningslovens ophævelse i 1855, som satte gang i bevægelsen. For med den nye grundlov var der nu trosfrihed, og de, der før i tiden var bundet til deres sogn og præst, kunne nu gå i hvilken som helst kirke og til den præst, der prædikede det de mente var rigtigt.
De to store trosretninger, der kom ud af det, var Indre Mission og grundtvigianismen. I mange generationer har modsætningen mellem Indre Mission og grundtvigianismen været central i dansk kirkeliv.
Grundtvigianismen byggede på Grundtvigs forståelse af kristendommen. Grundtvig mente ikke, at Guds ord er noget fortidigt, indkapslet i Bibelen, og kun forbeholdt teologer at fortolke. Han vidste, at da det er mennesker, der har skrevet Biblen, kan den ikke være en præcis gengivelse af Guds ord. Bibelen er derfor åben for fortolkning.
Grundtvigianismen henvendte sig hovedsageligt til den velstillede landbefolkning, herunder bondestanden.

## Højskolebevægelsen
Grundtvig var kritisk over for det skrevne ord. For det første er det ikke et levende ord. For det andet ødelægger det fantasien og kreativiteten. Han mente, at latinskolen var noget pjat, da den ødelagde folkelivet og det danske sprog, der ikke blev brugt her. Latinskolen ("den sorte skole") prioriterede skriftlig viden og udenadslære, ikke det, han anså for at være vigtigt: åndelig klogskab. Desuden var skolerne forbeholdt de få fra højere klasser af samfundet, og det skabte ikke fællesskab, men splittelse.
I stedet for ”skolen for døden” ville han fremme ”skolen for livet”, hvor undervisningen skulle smelte sammen med et tilsvarende liv hos eleven. Undervisningen skulle knytte til ved elevens livserfaringer, og den skulle blive til i mødet mellem lærer og elev. Ud fra disse tanker voksede hans tanke om ”højskolen” som ”skolen for livet”. Højskolen skulle ikke have nogen eksamen, og den skulle være en skole for hele folket. Den skulle først og fremmest indeholde ”livsoplysning”, dvs. en oplysning om livet og dets vilkår.
Grundtvigs skoletanker var en vigtig baggrund for oprettelsen af højskoler, som grundtvigianere i høj grad stod bag. I anden halvdel af 1800-tallet tog oprettelsen af højskoler fart. Det begyndte med, at Christian Flor i 1844 åbnede Rødding Højskole i Sønderjylland – verdens første folkehøjskole. Christen Kold åbnede Ryslinge Højskole på Fyn i 1851. Blandt grundlæggerne af højskolerne kan endvidere nævnes Ludvig Schrøder, Ernst Trier og Jens Nørregaard, der grundlagde højskolerne i Askov, Vallekilde og Testrup.
På højskolerne holdtes der "historisk-poetiske foredrag", der hentede stof fra de gamle myter og sagn. Herved skulle historiens sammenhæng og formål vises, og der skulle kastes lys over den menneskelige natur. Det kristne trådte ikke så tydeligt frem, men var mere en undertone, en selvfølgelig baggrund. Højskolen skulle udføre en Johannes Døber-gerning: gennem en folkelig opdragelse at berede vejen for et kristent menighedsliv.

## Den glade kristendom
Grundtvigianismen var en glad og optimistisk tro, der hyldede livet. Der var en åbenhed over for det folkelige og det kulturelle. På højskolerne holdtes der foredrag om litteratur, historie og filosofi. Grundtvigianismen blev kendt som "den glade kristendom", som ikke fornægtede verdslige glæder som dans, vin og god mad.
Samtidig hyldede man skaberen gennem salmer og sange, der fortalte, at livet er en gave. Det var i høj grad Grundtvigs salmer og sange, der spredte grundtvigianismen til hele landet. Mens Grundtvig levede, ”valfartede” unge teologer til hans kirke i Vartov for at opleve den særlige stemning og det særlige fællesskab, der herskede dér.
Tvang var ikke noget, grundtvigianerne gik ind for. Grundtvigs kendte motto "Menneske først og kristen så" udtrykker, at det at være sandt menneske er en forudsætning for at blive kristen. Hvis man er et godt og sandt menneske, så vil kristendommen indfinde sig af sig selv – hvis ikke i dag, så i morgen. Når man er en del af et historisk, nationalt, folkeligt fællesskab (som højskolerne tilbød), så vil man indse, at det kun er kristendommen, der kan give en den bedste og dybeste forklaring på alt.
Grundtvigianerne forholdt sig også til liv og død på en helt speciel måde: Grundtvig selv troede ikke rigtig på helvede og mente, at man sagtens kunne omvende sig efter sin død på grund af Guds kærlighed og tilgivelse - en chokerende påstand i samtiden. Grundtvig syntes desuden, at man skulle koncentrere sig om livet og ikke døden, for egentlig er der jo hele tiden liv, eftersom man ved døden bare krydser en bro fra livet før til livet efter. Modsætningen var ikke - som hos Luther - mellem synd og nåde, men mellem (åndeligt) liv og (åndelig) død.
Grundtvig gik ind for, at man skulle være optimistisk, for så endte livet alligevel med at sejre over døden. Og glæden ved livet i grundtvigianismen er stor, og derfor bliver man selvfølgelig angst ved tanken om, at man en dag skal bort og tage afsked med det dejlige liv. Denne holdning er i modstrid med bl.a. Thomas Kingo, der sagde, at det at dø er vidunderligt, for så vil man endelig blive fri af sine lænker. (Jævnfør hans salme Far verden, far vel)

## Tiden efter Grundtvig
Efter Grundtvigs død i 1872 fik grundtvigianismen stadig fremgang. Det kom dog også til indbyrdes splittelse. Grundtvigianerne delte sig efterhånden i forskellige grupper over hele landet – hver med deres egen udlægning af Grundtvig.
En af de nye ideer, som grundtvigianerne var kendt for, var, at de ikke blandede politik og religion sammen, og netop derfor kunne de i 1880 stemme på Georg Brandes, der åbenlyst var ateist. Men på trods af grundtvigianernes sammenstød med folkekirken, forblev de altid inden for dens rammer.
Grundtvigianismen vedblev at være en bred folkelig bevægelse i 1900-tallet. Den udøvede en betydelig indflydelse på kirke-, kultur- og samfundsdebatten. Efter 1945 skete der dog en vis stagnation eller tilbagegang, og retningspræget blev mindre tydeligt. Som kirkelig retning virker den i dag uden et klart særpræg i det almindelige sognearbejde.